# اورتوکراتولوژی

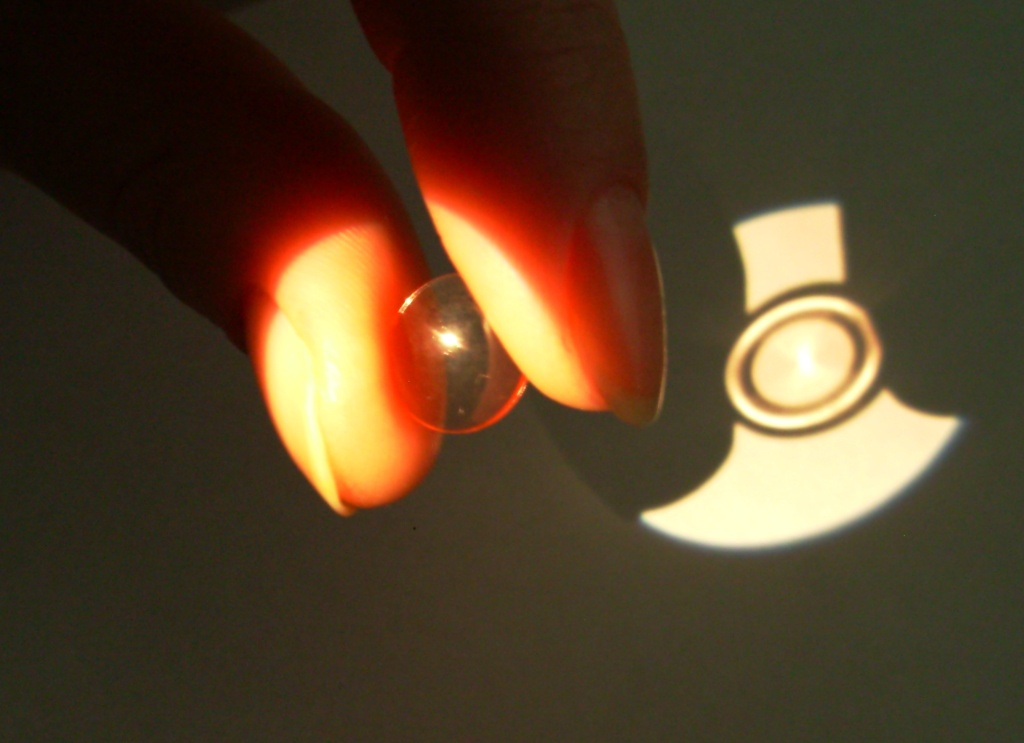
لنز ارتوکراتولوژی زیر نور

لنز خاصی است که در زمان خواب بر روی چشم گذاشته می شود و باعث تغییر شکل قرنیه میشود
نوع جراحی این روش لیزیک نام دارد و روش غیر جراحی آن استفاده از لنز های اورتوکراتولوژی است که باعث مسطح تر شدن قرنیه میشود
برای نزدیک بینی های 6و5 دیوپتر استفاده می شود و نیز آستیگماتیسم های 1.50 و 1.75 قابل اصلاح است
در این روش خطر عفونت قرینه بالقوه وجود دارد در این روش هدف اصلی رسیدن به بینایی 20/20است.
در این روش ابتدا توپوگرافی قرنیه گرفته میشود و پس از فیت کردن لنز مناسب سفارش داده می شود.
این روش می تواند جایگزین روش لیزیک در چشم های خشک شود.